# Phil Dent
Philip «Phil» Clive Dent (Sydney, Austràlia, 14 de febrer de 1950) és un tennista australià retirat.
En el seu palmarès consten només tres títols individuals però va ser finalista de l'Open d'Austràlia l'any 1974, i va arribar al número 17 del rànquing individual. En la modalitat de dobles masculins va acumular 25 títols, destacant un títol de Grand Slam i dues finals més. En aquesta modalitat encara no es va establir el rànquing mundial en la seva època. En dobles mixts també va guanyar l'Open d'Austràlia. Va formar part de l'equip australià de Copa Davis i va col·laborar en la consecució de l'edició de 1977.
Després de la seva retirada es va establir a Newport Beach, on es va casar amb l'extennista Betty Ann Grubb. El seu fill Taylor Dent també va ser tennista professional. Posteriorment es va establir a Texas per fundar una acadèmia de tennis amb el seu fill.

## Torneigs de Grand Slam

### Individual: 1 (0−1)
| Resultat  | Núm. | Any  | Torneig          | Oponent       | Marcador              |
| --------- | ---- | ---- | ---------------- | ------------- | --------------------- |
| Finalista | 1.   | 1974 | Open d'Austràlia | Jimmy Connors | 6−7(7), 4−6, 6−4, 3−6 |

### Dobles masculins: 7 (1−6)
| Resultat  | Núm. | Any  | Campionat            | Parella        | Oponents                       | Marcador                |
| --------- | ---- | ---- | -------------------- | -------------- | ------------------------------ | ----------------------- |
| Finalista | 1.   | 1970 | Open d'Austràlia     | John Alexander | Robert Lutz Stan Smith         | 6−8, 3−6, 4−6           |
| Finalista | 2.   | 1972 | Open d'Austràlia (2) | John Alexander | John Newcombe Malcolm Anderson | 3−6, 4−6, 6−7           |
| Guanyador | 1.   | 1974 | Open d'Austràlia     | John Alexander | Robert Carmichael Allan Stone  | 6−3, 7−6                |
| Finalista | 3.   | 1975 | Roland Garros        | John Alexander | Brian Gottfried Raúl Ramírez   | 2−6, 6−2, 2−6, 4−6      |
| Finalista | 4.   | 1977 | Wimbledon            | John Alexander | Geoff Masters Ross Case        | 3−6, 4−6, 6−3, 9−8, 4−6 |
| Finalista | 5.   | 1977 | Open d'Austràlia (3) | John Alexander | Ray Ruffels Allan Stone        | 6−7, 6−7                |
| Finalista | 6.   | 1979 | Roland Garros (2)    | Ross Case      | Gene Mayer Sandy Mayer         | 4−6, 4−6, 4−6           |

### Dobles mixts: 1 (1−0)
| Resultat  | Núm. | Any  | Torneig | Parella          | Oponents                  | Marcador      |
| --------- | ---- | ---- | ------- | ---------------- | ------------------------- | ------------- |
| Guanyador | 1.   | 1976 | US Open | Billie Jean King | Betty Stöve Frew McMillan | 3−6, 6−2, 7−5 |

## Palmarès

### Individual: 10 (3−7)
| Títols per superfície |
| --------------------- |
| Dura (1−4)            |
| Gespa (2−3)           |
| Terra batuda (0−0)    |

| Resultat  | Núm. | Data                   | Torneig                     | Superfície | Oponent         | Marcador                |
| --------- | ---- | ---------------------- | --------------------------- | ---------- | --------------- | ----------------------- |
| Guanyador | 1.   | 18 de gener de 1971    | Sydney, Austràlia           | Dura       | John Alexander  | 6−3, 6−4, 6−4           |
| Finalista | 1.   | 24 de desembre de 1973 | Open d'Austràlia, Austràlia | Gespa      | Jimmy Connors   | 6−7, 4−6, 6−4, 3−6      |
| Finalista | 2.   | 1 de desembre de 1974  | Sydney                      | Dura       | Tony Roche      | 6−7, 6−4, 6−3, 2−6, 6−8 |
| Finalista | 3.   | 24 de febrer de 1976   | Fort Worth, Estats Units    | Dura       | Guillermo Vilas | 7−6(2), 1−6, 1−6        |
| Finalista | 4.   | 11 d'octubre de 1976   | Brisbane, Austràlia         | Gespa      | Mark Edmondson  | 6−3, 4−6, 4−6, 4−6      |
| Finalista | 5.   | 25 d'octubre de 1976   | Perth, Austràlia            | Dura       | Ray Ruffels     | 0−6, 6−4, 6−2, 3−6, 2−6 |
| Guanyador | 2.   | 8 d'octubre de 1979    | Brisbane                    | Gespa      | Ross Case       | 7−6, 6−2, 6−3           |
| Guanyador | 3.   | 17 de desembre de 1979 | Sydney                      | Gespa      | Hank Pfister    | 6−4, 6−4, 7−5           |
| Finalista | 6.   | 28 de gener de 1980    | San Juan, Puerto Rico       | Dura       | Raúl Ramírez    | 3−6, 2−6                |
| Finalista | 7.   | 6 d'octubre de 1980    | Brisbane (2)                | Gespa      | John McEnroe    | 3−6, 4−6                |

### Dobles masculins: 51 (25−26)
| Títols per superfície |
| --------------------- |
| Dura (4−5)            |
| Gespa (5−7)           |
| Terra batuda (11−5)   |
| Moqueta (5−9)         |

| Resultat  | Núm. | Data                   | Torneig                                        | Superfície   | Parella        | Oponents                         | Marcador                |
| --------- | ---- | ---------------------- | ---------------------------------------------- | ------------ | -------------- | -------------------------------- | ----------------------- |
| Finalista | 1.   | 29 de desembre de 1968 | Perth, Austràlia                               | Dura         | John Alexander | Marty Riessen Ken Rosewall       | 3−6, 5−7, 6−3, 5−7      |
| Finalista | 2.   | 19 de gener de 1970    | Open d'Austràlia, Austràlia                    | Gespa        | John Alexander | Robert Lutz Stan Smith           | 3−6, 6−8, 3−6           |
| Finalista | 3.   | 3 d'agost de 1970      | Hilversum, Països Baixos                       | Dura         | John Alexander | Bill Bowrey Owen Davidson        | 3−6, 4−6, 2−6           |
| Guanyador | 1.   | 10 d'agost de 1970     | Kitzbühel, Àustria                             | Terra batuda | John Alexander | Željko Franulović Jan Kodeš      | 10−8, 6−2, 6−4          |
| Guanyador | 2.   | 18 de gener de 1971    | Sydney, Austràlia                              | Gespa        | John Alexander | Mal Anderson Alex Metreveli      | 6−7, 2−6, 6−3, 7−6, 7−6 |
| Guanyador | 3.   | 12 de juliol de 1971   | Gstaad, Suïssa                                 | Terra batuda | John Alexander | John Newcombe Tom Okker          | 5−7, 6−3, 6−4           |
| Guanyador | 4.   | 20 de setembre de 1971 | Los Angeles, Estats Units                      | Terra batuda | John Alexander | Frank Froehling Clark Graebner   | 7−6, 6−4                |
| Finalista | 4.   | 11 d'octubre de 1971   | Vancouver, Canadà                              | Dura         | John Alexander | Roy Emerson Rod Laver            | 7−5, 7−6, 0−6, 5−7, 6−7 |
| Finalista | 5.   | 3 de juliol de 1972    | Saint Louis, Estats Units                      | Moqueta      | John Alexander | John Newcombe Tony Roche         | 6−7, 6−3, 4−6           |
| Guanyador | 5.   | 31 de juliol de 1972   | Louisville, Estats Units                       | Terra batuda | John Alexander | Arthur Ashe Robert Lutz          | 6−4, 6−3                |
| Finalista | 6.   | 26 de desembre de 1972 | Open d'Austràlia (2)                           | Gespa        | John Alexander | John Newcombe Tony Roche         | 3−6, 4−6, 6−7           |
| Guanyador | 6.   | 12 de febrer de 1973   | Toronto, Canadà                                | Moqueta      | John Alexander | Roy Emerson Rod Laver            | 3−6, 6−4, 6−4, 6−2      |
| Finalista | 7.   | 9 d'abril de 1973      | Brussel·les, Bèlgica                           | Moqueta      | John Alexander | Robert Lutz Stan Smith           | 4−6, 6−7                |
| Guanyador | 7.   | 6 d'agost de 1973      | Cincinnati, Estats Units                       | Terra batuda | John Alexander | Brian Gottfried Raúl Ramírez     | 1−6, 7−6, 7−6           |
| Finalista | 8.   | 28 de gener de 1974    | Richmond, Estats Units                         | Moqueta      | John Alexander | Nikola Pilić Allan Stone         | 3−6, 6−3, 6−7           |
| Guanyador | 8.   | 4 de març de 1974      | Miami, Estats Units                            | Dura         | John Alexander | Tom Okker Marty Riessen          | 4−6, 6−4, 7−5           |
| Guanyador | 9.   | 8 d'abril de 1974      | Montecarlo, Mònaco                             | Terra batuda | John Alexander | Manuel Orantes Tony Roche        | 7−6, 4−6, 7−6, 6−3      |
| Guanyador | 10.  | 21 de desembre de 1974 | Open d'Austràlia                               | Gespa        | John Alexander | Robert Carmichael Allan Stone    | 6−3, 7−6                |
| Finalista | 9.   | 17 de febrer de 1975   | Fort Worth, Estats Units                       | Dura         | John Alexander | Robert Lutz Stan Smith           | 7−6(2), 6−7(0), 3−6     |
| Guanyador | 11.  | 24 de febrer de 1975   | San Antonio, Estats Units                      | Dura         | John Alexander | Mark Cox Cliff Drysdale          | 7−6, 4−6, 6−4           |
| Finalista | 10.  | 14 d'abril de 1975     | Tòquio, Japó                                   | Moqueta      | John Alexander | Robert Lutz Stan Smith           | 4−6, 7−6(6), 2−6        |
| Guanyador | 12.  | 12 de maig de 1975     | Las Vegas, Estats Units                        | Dura         | John Alexander | Robert Carmichael Cliff Drysdale | 6−1, 6−4                |
| Finalista | 11.  | 2 de juny de 1975      | Roland Garros, França                          | Terra batuda | John Alexander | Brian Gottfried Raúl Ramírez     | 2−6, 6−2, 2−6, 4−6      |
| Guanyador | 13.  | 21 de juliol de 1975   | Chicago, Estats Units                          | Moqueta (i)  | John Alexander | Mike Cahill John Whitlinger      | 6−3, 6−4                |
| Guanyador | 14.  | 28 de juliol de 1975   | Cincinnati (2)                                 | Dura         | Cliff Drysdale | Marcelo Lara Joaquín Loyo Mayo   | 7−6, 6−4                |
| Finalista | 12.  | 4 d'agost de 1975      | North Conway, Estats Units                     | Terra batuda | John Alexander | Haroon Rahim Erik van Dillen     | 6−7, 6−7                |
| Guanyador | 15.  | 14 de gener de 1976    | Atlanta, Estats Units                          | Moqueta (i)  | John Alexander | Wojtek Fibak Karl Meiler         | 6−3, 6−4                |
| Finalista | 13.  | 16 de febrer de 1976   | Saint Louis (2)                                | Moqueta      | John Alexander | Brian Gottfried Raúl Ramírez     | 4−6, 2−6                |
| Guanyador | 16.  | 19 d'abril de 1976     | Denver, Estats Units                           | Moqueta      | John Alexander | Jimmy Connors Billy Martin       | 6−7, 6−2, 7−5           |
| Finalista | 14.  | 15 de setembre de 1976 | ATP World Doubles, The Woodlands, Estats Units | Dura         | Allan Stone    | Brian Gottfried Raúl Ramírez     | 1−6, 4−6, 7−5, 6−7      |
| Finalista | 15.  | 4 d'abril de 1977      | Jackson, Estats Units                          | Moqueta      | Ken Rosewall   | Bob Hewitt Frew McMillan         | 2−6, 6−7                |
| Finalista | 16.  | 11 d'abril de 1977     | Houston, Estats Units                          | Terra batuda | John Alexander | Ilie Năstase Adriano Panatta     | 3−6, 4−6                |
| Finalista | 17.  | 9 de maig de 1977      | Hamburg, Alemanya Occidental                   | Terra batuda | Kim Warwick    | Bob Hewitt Karl Meiler           | 6−3, 3−6, 4−6, 4−6      |
| Finalista | 18.  | 20 de juny de 1977     | Wimbledon, Regne Unit                          | Gespa        | John Alexander | Geoff Masters Ross Case          | 3−6, 4−6, 6−3, 9−8, 4−6 |
| Guanyador | 17.  | 11 de juliol de 1977   | Cincinnati (3)                                 | Terra batuda | John Alexander | Bob Hewitt Roscoe Tanner         | 6−3, 7−6                |
| Guanyador | 18.  | 18 de juliol de 1977   | Washington DC, Estats Units                    | Terra batuda | John Alexander | Fred McNair Sherwood Stewart     | 7−5, 7−5                |
| Guanyador | 19.  | 25 de juliol de 1977   | Louisville (2)                                 | Terra batuda | John Alexander | Chris Kachel Cliff Letcher       | 6−1, 6−4                |
| Finalista | 19.  | 5 de desembre de 1977  | Adelaida, Austràlia                            | Gespa        | John Alexander | Syd Ball Kim Warwick             | 6−3, 6−7, 4−6           |
| Guanyador | 20.  | 12 de desembre de 1977 | Sydney (2)                                     | Gespa        | John Alexander | Ray Ruffels Allan Stone          | 7−6, 2−6, 6−3           |
| Finalista | 20.  | 19 de desembre de 1977 | Open d'Austràlia (3)                           | Gespa        | John Alexander | Ray Ruffels Allan Stone          | 6−7, 6−7                |
| Finalista | 21.  | 27 de febrer de 1978   | Memphis, Estats Units                          | Moqueta (i)  | John Newcombe  | Brian Gottfried Raúl Ramírez     | 6−3, 6−7, 2−6           |
| Guanyador | 21.  | 10 de juliol de 1978   | Forest Hills, Estats Units                     | Terra batuda | John Alexander | Fred McNair Sherwood Stewart     | 7−6, 7−6                |
| Guanyador | 22.  | 18 de setembre de 1978 | Los Angeles (2)                                | Moqueta (i)  | John Alexander | Fred McNair Raúl Ramírez         | 6−3, 7−6                |
| Guanyador | 23.  | 9 d'octubre de 1978    | Brisbane, Austràlia                            | Gespa        | John Alexander | Syd Ball Allan Stone             | 6−3, 7−6                |
| Guanyador | 24.  | 1 de gener de 1979     | Hobart, Austràlia                              | Gespa        | Bob Giltinan   | Ion Țiriac Guillermo Vilas       | 8−6                     |
| Finalista | 22.  | 26 de març de 1979     | Dayton, Estats Units                           | Moqueta (i)  | Ross Case      | Cliff Drysdale Bruce Manson      | 6−3, 3−6, 6−7           |
| Finalista | 23.  | 28 de maig de 1979     | Roland Garros (2)                              | Terra batuda | Ross Case      | Gene Mayer Sandy Mayer           | 4−6, 4−6, 4−6           |
| Finalista | 24.  | 10 de desembre de 1979 | Adelaida (2)                                   | Gespa        | John Alexander | Colin Dibley Chris Kachel        | 7−6, 6−7, 4−6           |
| Finalista | 25.  | 6 d'octubre de 1980    | Brisbane                                       | Gespa        | Rod Frawley    | John McEnroe Matt Mitchell       | 6−8                     |
| Guanyador | 25.  | 18 de gener de 1982    | Guarujá, Brasil                                | Terra batuda | Kim Warwick    | Carlos Kirmayr Cássio Motta      | 6−7, 6−2, 6−3           |
| Finalista | 26.  | 1 de febrer de 1982    | Denver                                         | Moqueta (i)  | Kim Warwick    | Kevin Curren Steve Denton        | 4−6, 4−6                |

### Dobles mixts: 1 (1−0)
| Resultat  | Núm. | Data               | Torneig               | Superfície   | Parella          | Oponents                  | Marcador      |
| --------- | ---- | ------------------ | --------------------- | ------------ | ---------------- | ------------------------- | ------------- |
| Guanyador | 1.   | 30 d'agost de 1978 | US Open, Estats Units | Terra batuda | Billie Jean King | Betty Stöve Frew McMillan | 3−6, 6−2, 7−5 |

### Equips: 2 (1−1)
| Resultat  | Núm. | Data                        | Torneig                         | Superfície | Equip                                  | Oponents                                                              | Marcador |
| --------- | ---- | --------------------------- | ------------------------------- | ---------- | -------------------------------------- | --------------------------------------------------------------------- | -------- |
| Finalista | 1.   | 26 − 28 de desembre de 1968 | Copa Davis, Adelaida, Austràlia | Gespa      | John Alexander Bill Bowrey Ray Ruffels | Arthur Ashe Clark Graebner Bob Lutz Stan Smith                        | 1−4      |
| Guanyador | 1.   | 2 − 4 de desembre de 1977   | Copa Davis, Sydney, Austràlia   | Gespa      | John Alexander Ross Case Tony Roche    | Corrado Barazzutti Paolo Bertolucci Adriano Panatta Antonio Zugarelli | 3−1      |

## Trajectòria

### Individual
| Open d'Austràlia | 2R  | QF    | 2R    | 3R    | 2R    | A    | 1R    | F     | 2R    | 2R    | QF    | 2R    | 2R    | QF    | 3R    | 3R    | 4R    | 2R  | 0 / 17  |
| Roland Garros | A   | A     | 2R    | 3R    | 1R    | A    | 3R    | A     | 1R    | A     | SF    | SF    | 1R    | 1R    | A     | A     | A     | A   | 0 / 8   |
| Wimbledon | A   | 1R    | 3R    | 2R    | 2R    | A    | A     | 2R    | 4R    | 4R    | QF    | QF    | 3R    | 2R    | 4R    | 1R    | A     | A   | 0 / 12  |
| US Open | A   | A     | 1R    | A     | 2R    | 1R   | 3R    | A     | 2R    | 1R    | 2R    | 2R    | 1R    | 1R    | A     | 1R    | 1R    | A   | 0 / 11  |
| Total Victòries−Derrotes | 0−1 | 17−15 | 26−23 | 18−14 | 25−32 | 5−21 | 35−32 | 29−20 | 43−28 | 28−21 | 61−30 | 61−30 | 26−27 | 28−23 | 30−19 | 26−21 | 17−19 | 0−5 | 414−351 |
| Rànquing a final d'any |     |       |       |       |       |      | 49    | 41    | 33    | 37    | 22    | 22    | 85    | 50    | 40    | 65    | 57    | 100 |         |
| Llegenda: G: Guanyador; F: Finalista; SF: Semifinalista; QF: Quarts de final; Q: Qualificació; A: Absent; RR: Round Robin; NC: No celebrat |     |       |       |       |       |      |       |       |       |       |       |       |       |       |       |       |       |     |         |

### Dobles masculins
| Open d'Austràlia | A  | 3R  | F  | 3R | A     | F     | QF    | G  | QF    | SF | F  | 3R | A  | 1R    | 3R  | 3R    | 1 / 13  |
| Roland Garros | 2R | 2R  | 3R | 4R | A     | 1R    | A     | F  | A     | 1R | 1R | 2R | F  | A     | A   | A     | 0 / 9   |
| Wimbledon | 1R | 2R  | 3R | SF | A     | A     | QF    | 2R | 3R    | F  | F  | SF | QF | A     | 1R  | A     | 0 / 11  |
| US Open | A  | 2R  | A  | 3R | QF    | QF    | A     | QF | 2R    | 1R | 1R | 3R | 2R | A     | 1R  | A     | 0 / 10  |
| Total Victòries−Derrotes |    | 9−9 |    |    | 23−18 | 45−25 | 25−16 |    | 20−21 |    |    |    |    | 13−11 |     | 17−17 | 419−256 |
| Rànquing a final d'any |    |     |    |    |       |       |       |    | 41    | 9  | 9  | 10 | 24 | 30    | 103 | 106   |         |
| Llegenda: G: Guanyador; F: Finalista; SF: Semifinalista; QF: Quarts de final; Q: Qualificació; A: Absent; RR: Round Robin; NC: No celebrat |    |     |    |    |       |       |       |    |       |    |    |    |    |       |     |       |         |